# میکائیل دمیورگوس
میکائیل «مایکل» دمیورگوس (به انگلیسی: Michael Demiurgos) یک شخصیت خیالی در کتاب‌های کمیک آمریکایی منتشر شده توسط دی‌سی کامیکس است. این شخصیت توسط مایک کری، بر اساس فرشته مقرب، میکائیل خلق شده‌است؛ که برای اولین بار در مجموعه لوسیفر (آوریل ۲۰۰۱) حضور پیدا کرد. میکائیل دمیورگوس پسر پرزنس (یَهُوَه) و برادر لوسیفر مورنینگ‌استار (سمائیل) است. او همراه با برادرش، یکی از دو شخصیت معتبری محسوب می‌شود که با خلق فرضیه چندجهانی دی‌سی در ارتباط است. او اغلب به عنوان دومین موجود نیرومند در بین تمام مخلوقات خدا توصیف می‌شود.

## خاستگاه
پیش از آفرینش انسان‌ها، خدایان، قبل از زندگی و حتی قبل از اینکه فرضیه چندجهانی دی‌سی وجود داشته باشد، یَهُوَه خدای متعال، برای تحقق خواسته‌هایش دو برادر ابرقدرت به نام‌های سمائیل و میکائیل خلق کرد. یَهُوَه سپس به هر یک از آن‌ها هدیه‌ای اعطا کرد: به سمائیل موهبت آتش و اراده و به میکائیل هدیهٔ خلقت و قدرت عقل فعال، توانایی برای فعال‌سازی فیزیکی خلقت کیهان (لحظه مه‌بانگ). گفته شده سمائیل و میکائیل دوقلو هستند و اولین مخلوقاتی محسوب می‌شوند که توسط خدا خلق شده‌اند. اگرچه اغلب به این مسئله اشاره می‌شود که سمائیل برادر بزرگتر است. نام خدا توسط قدرت میکائیل و ارادهٔ سمائیل بر روی تک‌تک اتم‌های خلقت نوشته شده‌است.

### لوسیفر
میلیاردها سال پیش زمانی که لوسیفر در بهشت شورشی بر پا کرد، میکائیل رهبری نیروهای خدا را علیه لوسیفر بدست گرفت، اما در طی نبرد توسط فرشته‌ای به نام سندلفون از پشت مورد حمله قرار گرفت و اسیر شد. میکائیل به ستونی بسیار بزرگ زنجیر شد (اندازهٔ فیزیکی او در آن هنگام بسیار بزرگ بود) و از آن زمان به بعد در اسارت پیروان لوسیفر قرار گرفت که هدف اصلی آن‌ها استفاده از ژنوم میکائیل برای ایجاد ارتشی از فرشتگان مقرب برای پایان دادن به آنچه لوسیفر شروع نموده بود، یعنی سرنگونی بهشت. پروژه ایجاد اکثر این کودکان با شکست مواجه شد، به غیر از یکی از آن‌ها که جنسیت مؤنث داشت، و این بدین معنی بود که از نظر جنسی توانایی خلق بندگان بیشتری برای او داشت و البته نام این دختر الین بلک بود. اما پیش از آنکه سندلفون این نقشه را عملی کند، لوسیفر از راه رسید و الین و میکائیل را از سندلفون گرفت، زیرا خودش به آن‌ها نیاز داشت. این مسئله آشکار شد اگر میکائیل از بین برود، بر اثر انتشار نیروی عظیم درون او، آفرینش از بین خواهد رفت.
سپس لوسیفر، میکائیل را به کلوپ شبانه خود به نام «لاکس» می‌آورد، زیرا تنها جای امنی محسوب می‌شود که میکائیل می‌توانست در آنجا بمیرد و یکبار دیگر متولد شود. پس از مرگ، میکائیل سالم و سلامت و پر از انرژی دوباره زاده شد و همراه با برادرش مسیرهای جداگانه خود را در پیش گرفتند. میکائیل به بهشت بازگشت تا از پدرش مشاوره بگیرد، مشاوره‌ای که او هیچ وقت انتظارش را نداشت. میکائیل نیز از بهشت تبعید شد و در نهایت وارد مأموریتی برای ردیابی و نجات دخترش شد.

## توانایی‌ها و قدرت‌ها
فرشته مقرب میکائیل دمیورگوس دومین مخلوق قدرتمندی است که تاکنون خلق شده است و تنها برادرش لوسیفر قادر به رقابت با اوست و فقط پدرشان یهوه، ایزد پیمان که به میکائیل قدرت عقل فعال بخشیده، از آن‌ها قدم فراتر نهاده است. قدرت عقل فعال اساساً به مانند بلوک ساختمانی برای همه چیز می‌ماند. حتی مفاهیمی از قبیل جادو، قدرت کیهانی و ازلی، زمان، رویا، احساسات، همگی در رده بزرگتری به نام قدرت عقل فعال قرار می‌گیرند، و میکائیل دارای مقادیر نامحدودی از آن است. این میکائیل بود که تمام مفاهیم مرتبط با ایجاد فرضیه چندجهانی را خلق کرد. قدرت میکائیل در چنین سطحی است، اگر او اراده کند می‌تواند تمام خلقت را ده برابر بیشتر از بین ببرد. میلیاردها سال پیش، او با بکارگیری این توانایی توانست برادرش لوسیفر را شکست دهد و او را پس از شورشی که به راه انداخته بود از بهشت تبعید کرد.
به عنوان یکی از فرشتگان مقرب و یکی از فرزندان پرزنس، میکائیل از قدرت و سرعت و استقامت بسیار بالا، آسیب‌ناپذیری، پرواز، دورنوردی، دورجنبی، دورآگاهی، سفر در ابعاد، تسلط کامل بر ماده و انرژی، سفر و انحراف در زمان، دانش و آگاهی لایتناهی، توانایی خلق کردن هر چیزی و نابود کردن آن، کنترل جاذبه و چگالی و جرم و اتم، مهارت رزمی بالا، جاودانگی و توانایی سخن با حیوانات و به هر زبان دیگری برخوردار است.